# Bochra Laghssais
Bochra Laghssais (Marruecos) es una académica marroquí, de etnia amazigh, especializada en estudios de género, paz y desarrollo. Es conocida por su trabajo sobre el empoderamiento de las mujeres amazigh en Marruecos y por su compromiso con la educación de las niñas y el desarrollo juvenil. Ha sido reconocida con varios premios académicos por sus investigaciones y ha representado a Marruecos en iniciativas internacionales como Let Girls Learn, impulsada por Michelle Obama.

## Trayectoria
Se licenció en Filología Inglesa en la Universidad Cadi Ayyad de Marrakech, que incluyó un semestre en la Universidad de Bohemia Occidental, en la República Checa, con el programa de movilidad Erasmus. Posteriormente, se mudó a España, donde se doctoró en Estudios Internacionales con especialización en Paz, Conflicto y Desarrollo por la Universidad Jaime I. Ha trabajado con Project Soar, una organización sin ánimo de lucro en Marruecos, como coordinadora y mentora para apoyar la escolarización y el empoderamiento de las niñas. También ha colaborado con U.S. Peace Corps Volunteers en muchos proyectos sobre el desarrollo de la juventud.
En 2016, fue invitada por Michelle Obama a participar en la iniciativa Let Girls Learn en la Casa Blanca, en el marco del Día Internacional de la Niña representando a las niñas marroquíes. En 2018, intervino en la Reunión Global Girls Not Brides en Malasia, centrada en el matrimonio infantil y la educación de las niñas. En 2019 participó en el Programa de jóvenes asesores políticos impartido por la Oficina de Instituciones Democráticas y Derechos Humanos (OIDDH) de la Organization for Security and Co-operation in Europe (OSCE), en el Instituto Universitario Europeo de Florencia. Entre septiembre y noviembre de 2020 fue investigadora invitada en la Universidad de Leiden.
En octubre de 2020 recibió el IV Premio de Investigación y Género de la Universidad Jaime I por su tesis de máster Voces desde los márgenes: Las luchas de las mujeres amazigh entre necesidades y derechos en Marruecos. Y en 2024 recibió el VI Premio de Investigación y Género de la misma universidad por su tesis doctoral Narrativas del feminismo amazigh: aspiraciones, agencia y empoderamiento de las mujeres amazigh en el sudeste de Marruecos, basada en una investigación etnográfica sobre mujeres rurales amazigh en el sureste de Marruecos.
También en 2024, participó en Escuela de Democracia. Compromiso con la Política, del Instituto Neerlandés en Marruecos (NIMAR) y en el Taller sobre Carreras Académicas Femeninas en África 2024, organizado por el Instituto Merian de Estudios Avanzados en África (MIASA) en Acra. Ese mismo año fue seleccionada como becaria Women PeaceMakers por el Joan B. Kroc Institute for Peace and Justice de la Universidad de San Diego para investigar sobre el liderazgo de las mujeres amazigh en la construcción de la paz en los Países Bajos. Es profesora visitante en la Universidad Jaime I, donde imparte la asignatura Paz y Género a estudiantes de máster y forma parte del comité de políticas de la ONG Climate Sirens y del Consejo Editorial de la revista #HeritageAlive de la Unesco.

## Reconocimientos
2020 - IV Premio de Investigación y Género de la Universidad Jaime I por su tesis de máster Voces desde los márgenes: Las luchas de las mujeres amazigh entre necesidades y derechos en Marruecos.
2024 - VI Premio de Investigación y Género de la Universidad Jaime I por su tesis doctoral Narrativas del feminismo amazigh: aspiraciones, agencia y empoderamiento de las mujeres amazigh en el sudeste de Marruecos.
2024 - Beca Women PeaceMakers del Joan B. Kroc Institute for Peace and Justice de la Universidad de San Diego.